# No me pises que llevo chanclas
No me pises que llevo chanclas és un grup espanyol de música pop-rock de finals dels anys 80 i principis dels 90. A l'any 2019 el grup segueix vigent, tot i que durant 9 anys (del 2000 al 2009) el grup es va desfer temporalment.
El grup es crea el 1986 a Los Palacios y Villafranca (Sevilla) per un grup d'amics, i actualment, el grup està format per Pepe Begines (veu principal), Salvador Romero (baix), Álvaro Begines (guitarra) i Pepe Linero (bateria).
El 1990 són un dels grups amb més vendes de discs a la zona d'Andalusia. A més a més, han fet concerts a diverses ciutats d'Espanya, França, Cuba, el Marroc i el Japó.

## Història
Els membres del grup de 'No me pises que llevo chanclas' són tots del mateix poble de Sevilla, Los Palacios y Villafranca, i ja eren molt amics abans de formar el grup musical. L'estiu del 1986 van de vacances a Conil, Cadis. Estaven allotjats a una casa de lloguer per uns dies tot el grup d'amics després d'unes vacances per la costa gaditana. Una nit, comencen a improvisar lletres i melodies al pati de la casa. Salvador Romero (membre de la banda) toca la guitarra mentre el grup canta cançons populars i típiques que tots coneixien, i a mesura que comencen a improvisar una mica, 'Bolillón', 'Ancá Conil' i altres cançons que després han publicat sorgeixen aquesta nit. Entre el 1989 i el 2000 llencen 10 discs, i gràcies al gran nombre de vendes, acumulen un total de tres discs d'or i dos de platí.
Del 2000 al 2009 no componen més música, i els components de la banda comencen carreres individualment. Va ser al 7 de juliol de 2009 que van tornar a publicar un nou disc.

## Televisió
El 1992 inicien un programa al vespre a Canal Sur (canal de Radio Televisión Andalucía) que es diu Y TÚ DE QUIÉN ERES. En aquest programa interpreten les cançons dels seus discs, improvisen sobre les seves pròpies melodies i cançons, i fan entrevistes a cantants o futurs artistes.

## Agropop
És un estil musical que creen els membres de 'No me pises que llevo chanclas', i totes les seves cançons es caracteritzen per aquest estil.
És un pop-rock amb característiques d'altres gèneres musicals (blues, reggae i flamenc). Hi ha també traces de la música popular del lloc de provinença del grup, com la copla o les sevillanes, i es reflecteix en les cançons, en el vocabulari i en les expressions que utilitzen a la seva música.
Uns trets destacables d'aquest estil de música són també els tocs d'humor a les lletres i la improvisació, com també un estil desenfadat i informal.
Tot i això, AgroPop també és una expressió que utilitzen a Los Palacios y Villafranca (el poble de provinença dels membres del grup) per referir-se a algú que durant la setmana treballa al camp sense parar, i els caps de setmana, com diuen ells, es transforma per anar a la discoteca.
Expliquen que la seva inspiració musical són grups anglosaxons amb línies de baix molt marcades, com ara The Clash o The Smiths.

## Discogràfiques
Ediciones mano negra:
- 1992: Melodias en adobo
- 1994: Perdonen las disculpas
- 1996: Los grandísimos éxitos de No me pises que llevo chanclas (àlbum recopilatori)

Mano Negra Records:
- 1989: Agropop
- 1990: Buenos días te lo juro!!
- 1991: Estamus Mu contentos
- 1992: Lo + AGROPOP (àlbum recopilatori)

CBS/Sony:
- 1992: Melodias en adobo
- 1994: Perdonen las disculpas
- 1996: Los grandísimos éxitos de No me pises que llevo chanclas (àlbum recopilatori)

Columbia:
- 1997: Me corto las venas... o me las dejo laras?

Horus:
- 2000: Con chanclas y a lo loco

Sony Music Entertainment:
- 2000: Y tu de quien eres?

Ediciones senador:
- 2009: Superhéroe agropó

Warner Music Spain:
- 2015: He visto un ovni
- 2017: 25 años de agropop (àlbum recopilatori)
- 2018: Por humor a la música

El Volcán Música: 2019: Rock con tomate

## Discografia
| Disc i any de publicació | Contingut |
| --- | --- |
| No me pises que llevo chanclas (AGROPOP) (1989) | Las calles de Chicago ¿Y tú de quién eres? A problemas sin remedio, litro y medio An ca Conil El blues del gorrión Bolillón La pringaíta Cansión mora de Hill Street Tengo una tasquita en Triana Cansión de amó a una portera de furbo |
| Buenos días te lo juro!! (1990) | Washuguarugui Contrabando de sandías y de naranjas podrías Tienes que aprender Yo a mí me parece que en Texas no hay marisma Rosiero de a pie El torero con gafas El chinito embolillado Mi niño da parmita Una parcela no deja dinero Cantaor de flamenco rock and roll |
| Estamos Mu contentos (1991) | El amoto Manué Sanshe Sanshe Pa eso soy tu querío Somo un grupo 92 extranjeras Estamos mu contento No veo ná Caoboi huervano Celebraciones París Dakar Er shulo |
| Lo + AGROPOP (1992) | Rebujina agropop El amoto Pucherito caliente Y tú de quién eres Washuwarugui Bolillón Despiértame |
| Melodias en adobo (1992) | Un borrico z'jogao Caracole 7200 Aguántate un rato Tango estropeao María Ignacia Qué limpito Beiby loviu Japón Hipylon Loco Sirenita |
| Perdonen las disculpas (1994) | Canario Gandinga y pata negra Cabezón Pom pom pelea Manteca colorá Rayos UVA Billy el cojo Trinidad Tobaga Al Capone Gracias Bien bien Quiero ver Grease |
| Los grandísimos éxitos de No me pises que llevo chanclas (1996) | ¿Y tú de quién eres? Las calles de Chicago Bolillón Contrabando de sandías y de naranjas podrías Mi torero tiene gafas Washuwarugui El amoto No veo ná Manue Sanche Sanche Rebujina agropop Un borrico z'jogao Loco Japón Canario Cabezón Gracias Caenita en el bolsillo Creo que tengo posibilidades Tirititri |
| ¿Me corto las venas... o me las dejo largas? (1997) | My speed love Ojú quillo Dame usté trabajo Más a gusto que un papa Experto en cocina marítima Deportista nacional Lerele Mi corazón me está matando El sueño que tengo Yogui Rap Al sur de la geografía La faena Discoteca comarcal Cachondeo en Nueva York |
| Con chanclas y a lo loco (2000) | Footing tonight Tengo La cabeza muy buena Mi vecina bebe Pedazo tranco Una mierda para mi ex-novia Sexo, drogas y dolagial Gibraltar ¡Yo! Sólo como fruta Mentira cochina La ragazza del elevatore (cover de Silvio Melgarejo) Homenaje a Antonio Molina |
| Superhéroe agropó (2009) Es va estrenar amb el senzill 24 horas en Internet. El retorn de la banda (que havien estat 9 anys sense publicar música nova) va arribar a estar al núm. 1 a Canal Fiesta Radio. | El policía 24 horas en internet Curro Dylan Yo robo Superhéroe agropó Ramírez En China Los coches locos Presidente Bolillón (Versión 2009) ¿Y tú de quién eres? (Versión 2009) Ancá Conil (Versión 2009) Las calles de Chicago (Versión 2009) |
| He visto un O.V.N.I. (2015) és un extended play publicat el 2015. Aquest conté 10 temes que mai havien sigut publicats, entre ells alguns derivats de maquetes o, en altres paraules, so en cru, sent més acústics i tranquils. D'altra banda, amb el mateix estil de sempre, hi ha El Robot o El Baile del amor, cançons animades i humorístiques. Igual que van fer a l'àlbum anterior Superhéroe agropop, han recuperat també temes musicals dels seus primers discs com Er shulo. | El robot El chulo (versión 2015) El baile del amor Siempre así El perdedor Iguá que Charlie Watts Yo como de la música Clases de baile El hogar del pensionista Ya llegó el circo |
| 25 Años de Agropop (2017) | De No me pises que llevo chanclas Ancá Conil Who are your from Wachuwarugüi ¿Y tú de quién eres? Contrabando de sandías y de naranjas podrías Canción mora La pringaita Las calles de Chicago El chulo El canario La parcela Jornalero de litro y medio (a problemas sin remedio) Cabezón El torero con gafas El amoto Canción de amor a una portera de fútbol Versión Chicago. Come on Japón El policía El robot Bolillón Manuel Sánchez Sánchez De artistas invitados No mires a los ojos de la gente (Golpes Bajos) Aquí no hay playa (The Refrescos) Joselito (José María López Sanfeliu) A la luz del lorenzo (Los Delicuentes) Bailaré sobre tu tumba (Siniestro Total) Mi agüita amarilla (Toreros Muertos) Manué no te arrimes a la pared (Los Inhumanos) Ojalá no te hubiera conocido nunca (Muchachito) La vida pasa de momento (Queco) |
| Por Humor a la Música (2018) | Contrabando (de sandías) El Canario Las Dulces Calles de Chicago (Las calles de Chicago) La Tasquita de Triana An Cá Conil A problemas sin remedio (litro y medio) No veo na Torero y Pringá (medley Mi torero tiene gafas y La Pringaíta) Japón Manuel Sanche Sanche Cabezón Canción de amor a una portera de fútbol El amoto Bolillón |
| Rock con Tomate (2019) El 18 d'octubre del 2019 surt a la venda i disponible a totes les plataformes digitals el nou àlbum del grup titulat ‘Rock con tomate. En aquest disc s'hi troben ‘Potaje de garbanzos', publicat el 4 d'octubre del 2019, ‘El Tomate cantante' gravat als estudis ‘Tomato Records' a Sevilla i publicat el 4 de juny del 2019, etc. D'aquestes dues cançons també se n'han publicat els videoclips. Compta amb la col·laboració de Varry Brava, José María Sagrista i Astola i Ratón. Les lletres de les cançons són, com sempre, humorístiques i fresques, i toquen el tema de la gastronomia espanyola, la rutina de la vida en parella... Per citar un exemple, a l'entrevista/article per a epcultura.es expliquen que la temàtica dels tomàquets està molt present en aquest disc ja que són un signe de gastronomia fresca, i des de petits, els membres de la banda han crescut envoltats de camps de tomàquet. | El Tomate Cantante Jamones Robados Rosarito La Penúltima Rockero Andaluz El Poeta El Rock de Comodoro Potaje de Garbanzos Pony Bravo La Vida es una fiesta El Jardinero |

## Membres

### Membres històrics
- Andrés Herrera Ruiz
- José Manuel Alonso
- Nacho Collado
- Paco Machuca
- Francisco Gómez
- José Manuel Ruiz
- Manolo Pérez
- Pere Begines
- Álvaro Begines
- Pepe Linero
- Salvador Romero

### Membres actuals (2019)
- Pepe Begines va néixer l'agost de 1967. El seu nom real és José Begines Guzmán, té 3 fills i està casat. Amb relació a la seva carrera musical, que va començar amb la banda 'No me pises que llevo chanclas', Pepe Begines inicïa una carrera en solitari el 2000 quan el grup No me pises que llevo chanclas es desfà temporalment. Després de fer petits concerts pel nord d'Espanya junt al seu guitarrista Pájaro de Alcosa, el 2002 publica el seu primer disc en solitari junt amb Kiko Veneno Gira Mundial. Més tard, l'any 2004, llença el disc Mi propia película. L'últim disc en solitari és Live in Lisboa al 2007, sota el pseudònim de Pepe El Lusitano. Entre el 2010 i el 2014 compon música per altres cantants com Raimundo Amador, Luz Casal, Pájaro i també per audiovisuals.
- Álvaro Begines és un director de cinema i membre de No me pises que llevo chanclas. Ha sigut el guitarrista, compositor i director creatiu dels videoclips i posades en escena de No me pises que llevo chanclas.
- Pepe Linero és el tècnic de so de Digital Dos des-de 1998, un estudi de gravació d'àudio i vídeo.[4]
- Salvador Romero crea Dorsal fin al 2006, una banda de rock-pop,[5] en la qual participen a diversos concursos i certàmens d'Espanya. El seu primer disc surt a la llum el desembre de 2009. Entre les 12 cançons de l'àlbum es troba una versió de Hurricane (cantada en castellà) i el videoclip de Carrousel.

## Videoclips
Els seus videoclips han estat premiats a diferents festivals com el de Vitoria o el premi Ícaro al grup revelació a principis dels anys noranta.

## Col·laboracions
Kiko Veneno, Raimundo Amador, Andrés Calamaro, Pablo Carbonell, Tomasito, Muchachito Bombo infierno, Canijo de Jerez, Teo Cardalda, Miguel Costas, Bernardo Vázquez, Alfonso Aguado.